# Vestibül

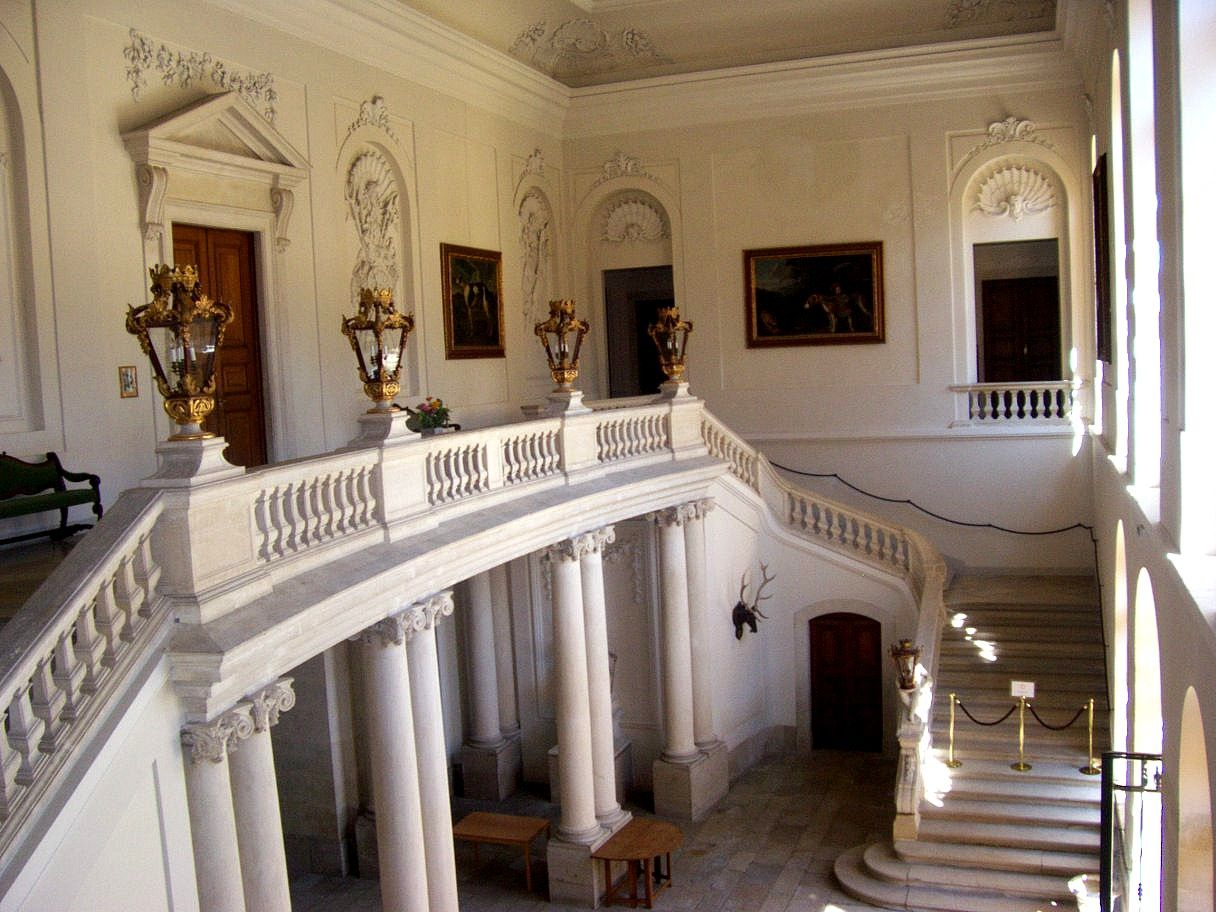
Vestibül im Schloss Eckartsau

Als Vestibül (IPA: vɛstiˈbyːl, anhörenⓘ; lat. vestibulum‚ Vorplatz, Vorhof, Vorhalle‘) bezeichnet man in der Architektur der Neuzeit einen Vorraum hinter der Haustür.

## Begriff und Bedeutung
Die etymologische Herkunft des Begriffes vestibulum ist nicht geklärt. Ludwig August Kraus leitet ihn von der Göttin Vesta (Göttin der Türen) ab.
Der Begriff ist der antiken römischen Architektur entlehnt. Dort wurde mit vestibulum zunächst der geschmückte Platz zwischen Straße und Haustür vornehmer Häuser bezeichnet.  An vielen archäologischen Ausgrabungsstätten werden allerdings auch Räumlichkeiten als vestibulum bezeichnet, die vermutlich der relativ engen antiken Wortbedeutung nicht entsprechen. Nach Kuntze liegt der ursprüngliche Zweck des Vestibüls darin, Stall und Schirrhof eines Anwesens zu sein.
In der jüngeren Neuzeit meint Vestibül in Wohnhäusern zunächst einen Vorraum hinter der Haustür vor den Zimmern (häufig mit Garderobe ausgestattet), dann aber auch jedes Vorzimmer.
Seit der Barockzeit wurde bei Repräsentationsbauten (Schlösser, Opernhäuser usw.) das Vestibül zum Empfangsraum und zur Eingangshalle weiterentwickelt, der als architektonischer Auftakt herrschaftlicher Raumfolgen dient. Dabei konnte das Vestibül mehrgeschossig ausgebildet sein und ein repräsentatives offenes Treppenhaus aufnehmen.